# Praxífanes
Praxífanes (en griego: Πραξιφάνης) un filósofo peripatético natural de Mitilene, que vivió mucho tiempo en Rodas. Vivió en la época de Demetrio Poliorcetes y Ptolomeo I Sóter, y fue alumno de Teofrasto, hacia el 322 a. C. Posteriormente, él mismo abrió una escuela, en la que se dice que Epicuro fue uno de sus alumnos. Praxífanes prestó especial atención a los estudios gramaticales, por lo que se le nombra junto con Aristóteles como el fundador y creador de la ciencia de la gramática.

## Obra
De los escritos de Praxífanes, que parecen haber sido numerosos, se mencionan especialmente dos, un Diálogo ποιητῶν (Poiitón, 'Poesía') en el que Platón e Isócrates fueron los oradores, y una obra histórica citada por Marcelino en su Vida de Tucídides bajo el título de Περὶ ἱστορίας (Perí istorias, 'Sobre la Historia').